# Дуркевич Микола Михайлович
Микола Михайлович Дуркевич (нар. 10 лютого 1936, Гребенне — пом. 23 жовтня 2021) — український перекладач і письменник. Член Національної спілки письменників України.

## З біографії
Народився 10 лютого 1936 р. в с. Гребенне Томашів-Любельського району Люблінського воєводства (Польща). Закінчив філологічний факультет Київського університету ім. Т. Г. Шевченка.
У 1964—1966 роках працював у Люблінському університеті. З 1977 по 1982 рік у Генеральному консульстві Польської Народної Республіки у Києві обіймав посаду референта у справах науки, культури і пропаганди, з 1982 року — на посаді директора фінансово-адміністративних справ.
Переклав польською мовою твори Л. Глібова, Лесі Українки, І. Франка, П. Тичини, українські народні казки; з польської мови — А. Збиха, К. Філіповича.